# Corporate Behaviour
Der Begriff corporate behaviour (amer. engl. corporate behavior) bzw. Unternehmensverhalten bezeichnet als Teil der Unternehmensidentität (corporate identity) die Verhaltensweisen eines Unternehmens zur Erreichung seines Unternehmensziels. 

## Inhalt
Als ein Element der Corporate Identity (CI) neben Corporate Communication (CC) und dem Corporate Design (CD) wird das Corporate Behaviour eines Unternehmens angesehen. Das Corporate Behaviour ist insofern flexibel und veränderbar, als es eher einen Prozess zum Erreichen eines Unternehmensziels als das zu erreichende Ziel selbst beschreibt. Bewertungskriterium einer in sich geschlossenen Corporate Behaviour ist hier die Stringenz und Konsequenz des Verhaltens zum Erreichen eines Unternehmenszieles. Die Stringenz lässt sich durch die Homogenität oder Heterogenität der ökonomischen, kommunikativen und sozialen Auswirkungen und Folgen beschreiben. Das Corporate Behaviour ist das wirkliche, getätigte Verhalten und Benehmen eines Unternehmens, der wahrnehmbaren Aktivitäten durch die Anspruchsgruppen (Stakeholder) (Mitarbeiter, Kunden, Aktionäre, Medien), indem die Glaubwürdigkeit eine zentrale Rolle spielt. Das Corporate Behaviour bezeichnet also die Sichtweise von außen auf ein Unternehmen und unterscheidet sich oft von getätigten Aussagen des Unternehmens in Form des Unternehmensleitbilds (Unternehmensphilosophie) und den Unternehmensleitlinien. Glaubwürdig ist ein Unternehmen erst dann, wenn Verhaltensgrundsätze z. B. ein code of conduct im Sinne eines Corporate Behaviour existieren.

## Arten
Das Corporate Behaviour lässt sich in bedingte, monetäre Verhaltensweisen wie z. B. Preisverhalten/Angebotsverhalten, Produkte (Linien, Sparten), Vertrieb, Investitions-/Finanzierungsverhalten und nichtmonetäre Verhaltensweisen (z. B.): Sozialverhalten, Kommunikations- und Informationsverhalten, grob einteilen.

## Messung
Das Corporate Behaviour lässt sich an der Finanzkommunikation messen, speziell der Kommunikation des monetären Abbildes der Unternehmensentwicklung und der Kommunikation der Unternehmensstrategie, stimmen Bild und Realität des Geldumgangs überein.